# مارتینوس فلیتمان
مارتینوس فلیتمان (هلندی: Martinus Vlietman; ۲۵ ژوئن ۱۹۰۰ – ۴ فوریهٔ ۱۹۷۰) دوچرخه‌سوار اهل هلند بود.